# Nuovo Ordine

Emblema del terzo Reich (1933-1945)

Il Nuovo Ordine (in tedesco Neuordnung), le cui premesse ideologiche erano già state esposte nel Mein Kampf di Adolf Hitler, fu una teoria ed una prospettiva geopolitica elaborata dal regime, dalle gerarchie politiche nazionalsocialiste e dagli intellettuali tedeschi tra gli anni 1920 e anni 1940, che prevedeva l'imposizione di un nuovo ordine internazionale che la Germania avrebbe dovuto imporre prima in Europa e, secondo alcuni, anche nel resto del mondo.

## Enunciazione
L'espressione nacque prima dell'inizio della guerra, ma venne pubblicamente annunciata nel 1941:
(Discorso di Adolf Hitler al Berliner Sportpalast)
I tedeschi, considerati "popolo di signori" (Herrenvolk), avrebbero avuto il primo posto, ma a ciascuna delle nazioni privilegiate sarebbe stato riservato un "grande spazio" (Großraum), nel quale esse avrebbero imposto la propria "guida" (Führer).
Il Nuovo Ordine, infatti, prevedeva la creazione di uno Stato pangermanista strutturato secondo l'ideologia nazionalsocialista e con ottica espansionista verso l'Europa orientale, come anche l'eliminazione fisica, l'espulsione o la riduzione a semplice manodopera dei cosiddetti "subumani" (Untermenschen).
Il desiderio del Terzo Reich di espandersi a spese dei propri vicini fu una delle cause della seconda guerra mondiale.
Gli storici sono divisi sullo scopo finale di tale politica: mentre alcuni credono che essa avrebbe designato solo il continente europeo, altri ritengono che avrebbe dovuto condurre ad un governo mondiale sotto il controllo tedesco.

## Il Nuovo Ordine

Il tentativo di applicazione del Nuovo Ordine in Europa: il momento di maggior espansione delle Potenze dell'Asse durante la seconda guerra mondiale.

(Adolf Hitler)

### La Germania come cuore dell'Impero
Nel Nuovo Ordine Europeo la Germania doveva rivestire un ruolo di guida che, in questa ideologia geopolitica, era giustificato da motivazioni di diverso genere: geografiche, in quanto la Germania era centrale all'interno del continente e protesa verso l'espansione in tutte le direzioni; demografica, in quanto "potenza proletaria" in forte crescita; e storica, in quanto si riteneva che lo sviluppo della potenza tedesca e dei popoli germanici in generale fosse inarrestabile.
Centrali sono i concetti di Lebensraum (Spazio vitale), inteso nella geopolitica nazionalsocialista come lo spazio necessario ad ogni popolo per sopravvivere e svilupparsi a seconda del proprio potenziale culturale e demografico, e di Großdeutsches Reich, la Grande Germania intesa come centro di un Impero Europeo in gestazione.
Tutto ciò avrebbe dovuto realizzarsi con la creazione di un Ordine nazionalsocialista, di cui vengono gettate le basi nei castelli dell'Ordine dove vengono realizzati tirocini di quattro anni da parte delle migliori leve del NSDAP.

### Conquista delLebensraumnell'Europa orientale

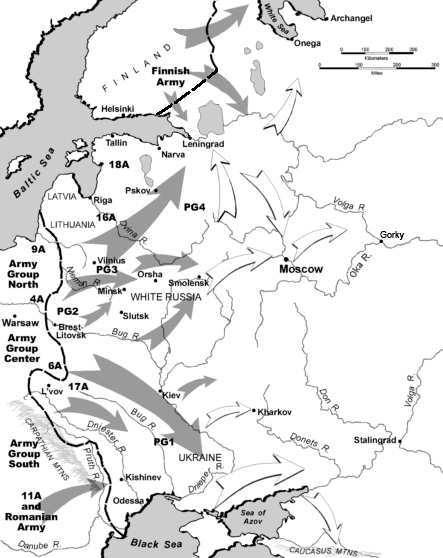
Piano offensivo dell'Operazione Barbarossa.

L'attuazione dei piani a lungo termine per il Nuovo Ordine venne iniziata il 22 giugno 1941 con l'Operazione Barbarossa - l'invasione dell'Unione Sovietica. L'obiettivo della campagna non era solo la mera distruzione del regime sovietico - che i nazisti consideravano illegittimo e criminale - ma anche la riorganizzazione razziale della Russia europea, delineata dall'élite nazista nel Generalplan Ost ("Piano Generale per l'Est"). Inoltre, Hitler sperava di trasformare la Germania in un'autarchia totale a prova di blocco attraverso lo sfruttamento delle ricche risorse che si trovavano in territorio sovietico: l'Ucraina sarebbe stata una fonte di grano, olio vegetale, foraggio,  ferro, nichel, manganese, carbone, molibdeno; la Crimea di gomma naturale, agrumi e cotone; il Mar Nero di pesce; il Caucaso di petrolio.

Il filosofo del partito nazista Alfred Rosenberg venne nominato Ministro del Reich per i Territori occupati dell'Est, persona nominalmente a capo del progetto, mentre ad Heinrich Himmler, capo delle SS, fu assegnato il compito di ridurre in schiavitù, espellere e sterminare i subumani slavi. L'obiettivo a lungo termine venne spiegato dettagliatamente da Hitler nel Mein Kampf e consisteva nella conquista di vasti territori nell'Europa orientale da riservare per la colonizzazione tedesca, eventualmente spostando i confini del Terzo Reich fino ai monti Urali. L'acquisizione di colonie di insediamento nell'Est Europa avrebbe inoltre risolto la questione del Lebensraum, lo "spazio vitale" di cui aveva bisogno la nazione tedesca che andava conquistato con una spinta della Germania verso est, a discapito dei Paesi slavi. Per Hitler, la politica estera rappresentava il cuore dell'azione dello Stato e perciò aveva completamente subordinato a essa la politica interna: «La politica è il compimento della lotta per l'esistenza di una nazione», scrisse nel Mein Kampf il futuro dittatore, aggiungendo che:

(Adolf Hitler, Mein Kampf)

La sua visione del mondo era basata sulla lotta esterna fra i popoli per accaparrarsi la terra, vista appunto come «spazio vitale» (Lebensraum), con le leggi della natura che avrebbero premiato il più forte. Nel 1942 dichiarò: «La terra è come un boccale che passa da un commensale all'altro e tende a finire sempre nelle mani del più forte» e «La natura non conosce il vigliacco, il debole [...] conosce soltanto colui che difende saldamente il proprio territorio, che vende cara la propria pelle».
In virtù della superiore qualità razziale del popolo germanico, lo spazio vitale di cui esso disponeva era insufficiente. Il popolo germanico doveva mostrarsi degno di quella «superiorità» altrimenti assolutamente astratta. L'espansione dello spazio vitale della Germania doveva andare verso Oriente: «Voi non potete capire cosa sente un tedesco quando pensa alle foreste polacche e alle pianure della Russia». L'idea è antica, scritta nel Mein Kampf:

(Adolf Hitler, Mein Kampf)
 In quegli spazi immensi, dotati di risorse apparentemente infinite, che Hitler – nella sua grossolana visione – considerava quasi disabitati, la Germania nazionalsocialista avrebbe trovato uno sfogo decisivo. La Russia sarebbe diventata quello che l'India era stata per il Regno Unito: «Grazie all'Ucraina torneremo a diventare un paese esportatore di grano per tutt'Europa [...] Agli ucraini forniremo fazzoletti, collane di vetro come gioielli e quant'altro solitamente piace a un popolo coloniale».

### Creazione del Grande Reich Tedesco

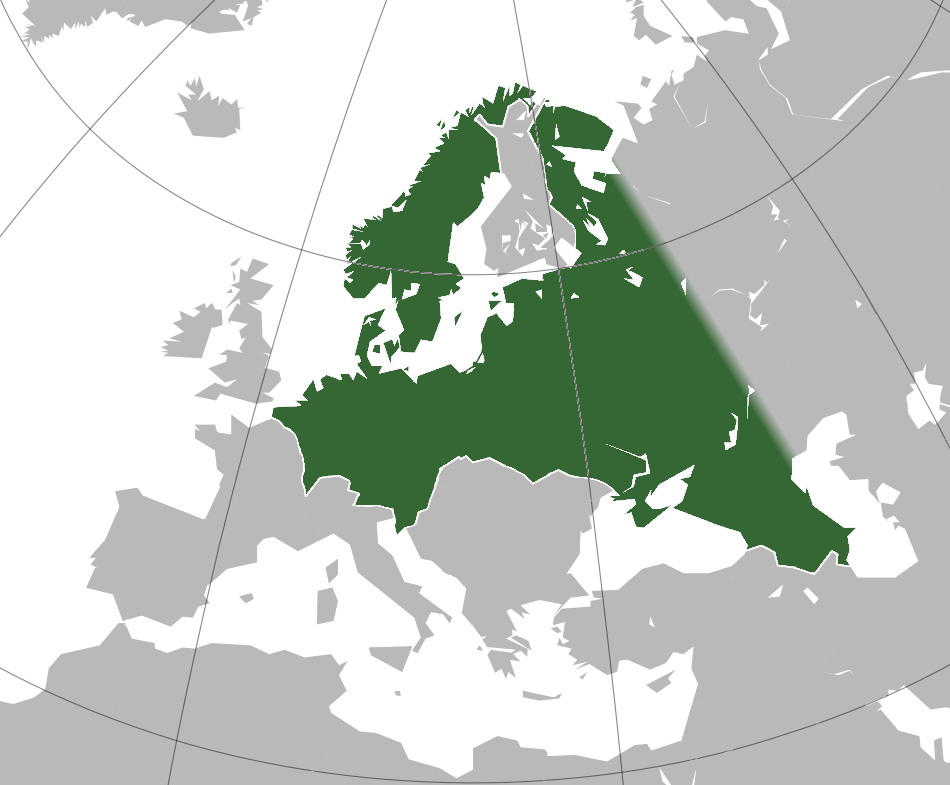
Confini del pianificato Großgermanisches Reich basato su vari obiettivi espansionistici tedeschi, dei quali solo alcuni completamente definiti (ad esempio il Generalplan Ost) dai dirigenti dell'amministrazione statale e delle SS.

Uno dei più elaborati progetti nazisti iniziati nei nuovi territori conquistati durante il periodo della guerra fu l'istituzione del pianificato «Grande Reich della Nazione Germanica» (Großgermanisches Reich Deutscher Nation). Questo impero futuro sarebbe stato costituito, oltre alla Grande Germania, anche da tutta l'Europa storicamente germanica (eccetto la Gran Bretagna), i cui abitanti erano ritenuti dai nazisti di "Razza ariana". La trasformazione di questi paesi in mere province del Terzo Reich, così come l'Austria era stata ridotta in "Ostmark", sarebbe stata condotta attraverso un rapido processo di Gleichschaltung. Il fine ultimo di questo processo era infatti lo sradicamento di ogni traccia di coscienza nazionale piuttosto che razziale, anche se le loro lingue germaniche native  sarebbero dovute restare in vita.

### La gerarchia degli Stati in Europa
(Editoriale della Frankfurter Zeitung, 5 gennaio 1941)
In Europa il nazionalsocialismo puntava alla disgregazione del vecchio ordine statuale internazionale per instaurare una Neuordnung Europas (Nuovo Ordine Europeo): una gerarchia tra Stati suddivisa su vari livelli.
Al vertice del sistema doveva collocarsi la Grande Germania, completa di tutti i territori popolati da genti di etnia germanica (Austria, Alsazia, Lorena, Lussemburgo, Boemia, Moravia, Prussia e Polonia occidentale) ed i suoi 100 milioni di abitanti, in ruolo di guida continentale insieme all'Italia fascista.
Di seguito le nazioni secondarie del Patto Tripartito: Ungheria, Romania, Bulgaria più i firmatari Slovacchia e Croazia e la Finlandia (paese associato al Patto).
Viene poi stabilita una graduatoria dei popoli occupati a seconda dei compiti ad essi assegnati: la Francia di Vichy, fortemente industrializzata, Paesi Bassi e Belgio, Norvegia e Danimarca sono messi al primo livello. Successivamente la Svizzera e la Svezia, neutrali ma egemonizzati di fatto; all'ultimo gradino, ridotti a semplici "colonie", i Paesi occupati militarmente (Polonia, Ucraina, Ostland, Boemia-Moravia e Grecia), utilizzati come manodopera e lavoratori produttori di materie prime e derrate alimentari.
Quest'immensa "piramide" abbracciava al culmine dell'espansione nazista ben 2,5 milioni di km² e 250 milioni di abitanti. Mai nella storia una potenza europea aveva dominato in modo così esteso sul continente, dominandone la quasi totalità.

#### La gerarchia razziale in Europa
Questi immensi territori occupati erano destinati (secondo piani che rimasero perlopiù abbozzati) a «missioni» differenti all'interno del «Nuovo Ordine Europeo».
Alle gerarchie politiche ed economiche se ne aggiungevano infatti altre, più rigide, a sfondo razziale, che vedevano agli ultimi posti gli Slavi e gli Ebrei. Per i primi si prospettava, dopo essere stati privati dei loro intellettuali e della loro classe dirigente, il ritorno a una vera e propria condizione di schiavi, rilanciando le forme più retrive del lavoro schiavistico impiegato nelle campagne, nelle miniere, in tutte le fatiche pesanti; per i secondi non era prevista altra soluzione se non quella dell'espulsione dal suolo europeo, o in alternativa lo sterminio. Lo stesso destino spettava agli Zingari.
Accanto a selezioni "in negativo", avvennero anche selezioni positive, in parte riconducibili a motivazioni di natura etnico-razziale, laddove vi fossero parti della popolazione assoggettata che si voleva sottoporre a processi di selezione in vista di una «germanizzazione» (Eindeutschung) o «re-germanizzazione» (Wiedereindeutschung). Ciò avveniva laddove gli esperti razziali nazionalsocialisti individuavano significativi resti di «germanità».
Riferendosi ai Cechi, Hitler dispose: «la metà di essi deve essere "assimilata" deportandola in Germania in qualità di schiavi a servizio dell'industria carente di manodopera». Per circa l'altra metà gli ordini furono impartiti in un memorandum segreto che ne prevedeva l'eliminazione, a partire dagli intellettuali.

Il 2 ottobre 1940, Hitler impartì gli ordini circa il trattamento da riservare ai Polacchi ad Hans Frank, il governatore della Polonia:

La stessa sorte toccherà poi agli Slavi orientali (Russi, Ucraini) dopo il 1941: popoli ritenuti inferiori da debellare e decimare o immediatamente o mediante il lavoro schiavistico. Così si espresse Erich Koch, commissario del Reich per l'Ucraina, a Kiev il 5 marzo 1943:

Il 23 luglio 1942 Martin Bormann, capo della cancelleria del NSDAP e segretario personale di Adolf Hitler, affermò in un memorandum: 

In un discorso tenuto a Poznań ai Gruppenführer (comandanti di gruppo) delle SS il 4 ottobre 1943, Heinrich Himmler, capo delle SS e della polizia tedesca, disse:

### Il confine eurasiatico
Germania/Lebensraum
     Impero italiano/Spazio vitale
     Impero giapponese/Sfera di co-prosperità
     Confine proposto dal Giappone
     Confine proposto dalla Germania

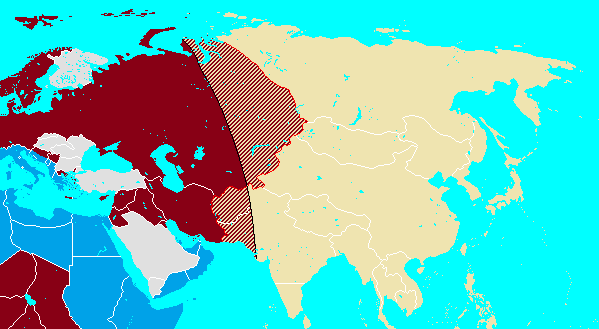
La divisione dell'Eurafrasia tra le tre principali Potenze dell'Asse:
Germania/Lebensraum
Impero italiano/Spazio vitale
Impero giapponese/Sfera di co-prosperitàIn grigio le potenze minori dell'Asse cui sarebbe stato concesso un «piccolo spazio».
La linea di demarcazione tra la sfera d'influenza tedesca e quella giapponese avrebbe dovuto essere il 70º meridiano E (proposta nipponica, con spartizione dell'India britannica), sebbene i nazisti proposero la linea Enisej-confine URSS/Cina- confine URSS/Afghanistan - confine Iran-India britannica:
Confine proposto dal Giappone
Confine proposto dalla Germania

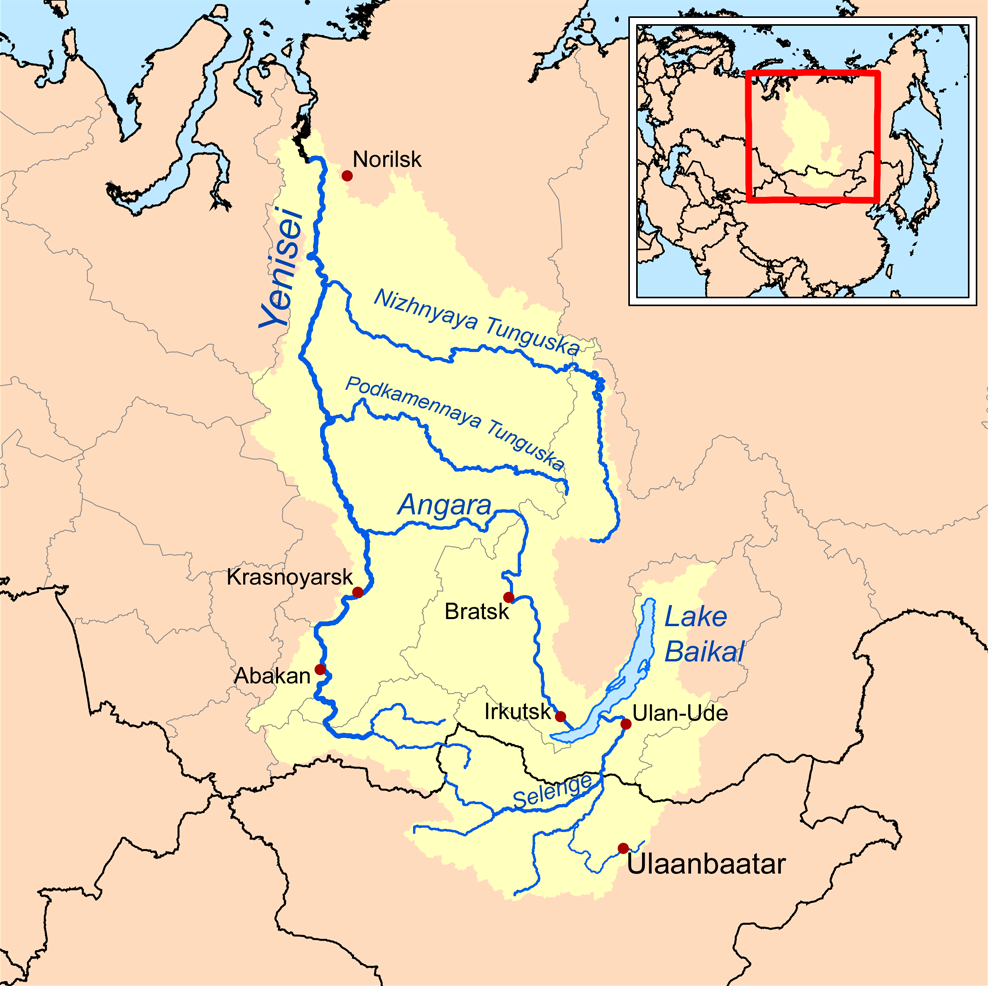
Il bacino del fiume Enisej in Siberia. Il fiume Enisej avrebbe dovuto essere la linea di divisione in Eurasia tra l'Impero giapponese ed il Terzo Reich.

Dopo che la Germania, l'Italia e il Giappone cementarono la propria alleanza militare (Patto tripartito o Asse Roma-Berlino-Tokyo) dichiarando mutualmente guerra agli Stati Uniti d'America l'11 dicembre 1941 (come conseguenza della dichiarazione di guerra americana all'Impero giapponese in seguito all'attacco di Pearl Harbor), i giapponesi proposero un chiaro trattato territoriale con le due principali Potenze dell'Asse europee concernente la spartizione del continente asiatico. Il 15 dicembre dello stesso anno proposero ai tedeschi un'elaborata convenzione militare che avrebbe delimitato in Asia due differenti "sfere operazionali" (zone di responsabilità militare) lungo la linea del 70º meridiano orientale, procedendo a sud lungo l'estuario artico del fiume Ob, proseguendo appena ad est di Khowst in Afghanistan e poi fino all'Oceano indiano ad ovest di Rajkot in India, per separare le terre del Lebensraum germanico e dello spazio vitale italiano ad ovest di tale confine dalla sfera di co-prosperità della Grande Asia orientale giapponese ad est del medesimo, subito dopo la vittoria totale ottenuta contro l'Unione Sovietica.
I tedeschi inizialmente rifiutarono tale proposta. Tale confine, fissato arbitrariamente dai giapponesi, venne in seguito criticato dall'Ufficio economia e armamenti bellici dell'OKW (Wi Rü Amt), in quanto, basandosi su una linea immaginaria di longitudine, avrebbe tagliato in due e quindi separato territori e stati che comprendevano unità economiche organiche le cui parti dipendevano reciprocamente. La Wehrmacht propose pertanto una linea di divisione che avrebbe invece seguito confini internazionali preesistenti, lungo il confine orientale dell'Iran, il confine settentrionale dell'Afghanistan, il confine occidentale della Cina fino a Tannu Tuva e poi verso nord lungo il fiume Enisej fino all'Oceano artico. Sebbene la proposta nazista avrebbe assegnato tutta l'India britannica e l'Afghanistan al Giappone (mentre in base alla proposta del Paese del Sol Levante tali territori sarebbero stati spartiti tra le due Potenze), la Germania ne avrebbe guadagnato una migliore e molto ben più facilmente difendibile frontiera in Siberia, nonché il controllo del bacino industriale di Kuznetsk, oltre alle ricche riserve di ferro dei monti Urali orientali.
Adolf Hitler aveva invece ritenuto la proposta iniziale giapponese accettabile e l'aveva approvata in pieno, forse perché non ipotizzava che il Grande Reich Tedesco avrebbe ottenuto territori oltre gli Urali.
Nel 1942 si tenne una conferenza diplomatica segreta tra la Germania nazista e l'Impero giapponese, nella quale le due potenze decisero di spartirsi l'Asia lungo la linea che segue il fiume Enisej fino al confine della Cina, e poi lungo il confine tra Cina e l'Unione Sovietica, i confini settentrionali e occidentali dell'Afghanistan, e il confine tra l'Iran e l'India (l'odierno Pakistan allora parte dell'India britannica).

### L'Asia

#### La "Grande area di prosperità dell'Asia orientale"
Il Giappone aveva un suo progetto di «grande Asia» estesa dalla Manciuria alla Nuova Guinea, con una struttura piramidale ipotizzata per il Nuovo Ordine Europeo.
Alla base dovevano esserci i territori "coloniali" veri e propri (Hong Kong, Singapore, il Borneo, Timor, la Nuova Guinea); in una collocazione intermedia i Paesi "autonomi", ma controllati politicamente e militarmente dal Giappone (Indonesia e Malesia); in una posizione la più vicina possibile al Giappone, gli "alleati" (Thailandia, Birmania, Vietnam, Cambogia, Regno di Luang Prabang, Filippine, Cina, Manciukuò e Mengjiang).
Si trattava di un tentativo di organizzare un sistema di economie integrate per realizzare lo sfruttamento razionale delle immense risorse di materie prime (il 95% del caucciù naturale del mondo, il 90% dello stagno, il 90% della canapa, il 90% del chinino, il 70% del riso) concentrate nei territori controllati dai giapponesi tra il 1941 ed il 1942. A differenza dei Tedeschi, però, i Giapponesi non arrivarono mai a pianificare l'annientamento dei popoli sottomessi ma anzi si sforzarono, soprattutto in Birmania, nelle Filippine e in Indonesia, di assecondare in chiave antioccidentale i movimenti di indipendenza e tutti gli incipienti nazionalismi asiatici, indicando a ognuno la possibilità di accedere alla «sfera di co-prosperità» al fianco dell'Impero giapponese.

#### Concessione dell'Oceania all'Impero giapponese
Gli ex possedimenti coloniali tedeschi nel Pacifico, la Nuova Guinea tedesca e la Samoa tedesca, che erano stati assegnati rispettivamente all'Australia e alla Nuova Zelanda dopo la prima guerra mondiale come mandati di classe C secondo il Trattato di Versailles, dovevano essere venduti al Giappone (sia la Repubblica di Weimar e la Germania nazista non avevano mai rinunciato alle rivendicazioni sui propri territori coloniali prebellici) almeno temporaneamente nell'interesse del Patto Tripartito, la sua alleanza con quel paese. L'Australia e la Nuova Zelanda furono designate come futuri territori giapponesi, sebbene Hitler si lamentasse della sua convinzione che la razza bianca sarebbe scomparsa da quelle regioni. Fece tuttavia capire ai suoi funzionari che "i discendenti dei condannati in Australia" non erano una preoccupazione della Germania e che le loro terre sarebbero state colonizzate dai coloni giapponesi nell'immediato futuro, opinione condivisa anche da Joseph Goebbels, che espresse la sua convinzione nel suo diario che i giapponesi avevano sempre desiderato "il quinto continente" ai fini dell'emigrazione. Nella sua unica lunga discussione registrata sull'argomento, sostenne che la sua gente viveva ancora sugli alberi e non aveva ancora imparato a camminare eretto. Lo storico Norman Rich ha affermato che si può presumere che Hitler avrebbe tentato di reclutare gli anglosassoni di questi due paesi come coloni per l'est conquistato; alcuni inglesi avrebbero condiviso la stessa sorte.

#### Il Medio Oriente e l'Asia Centrale

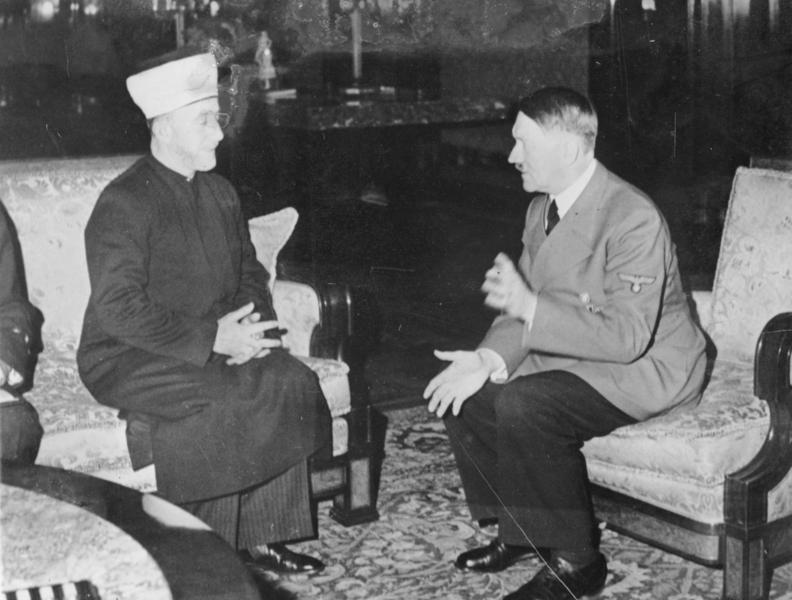
Mohammad Amin al-Husayni, il Gran Mufti di Gerusalemme, e Adolf Hitler nel dicembre 1941

Dopo il pianificato crollo dell'URSS, Hitler intendeva intensificare le operazioni nel Mediterraneo. L'OKW produsse studi concernenti un attacco contro il Canale di Suez attraverso la Turchia, un'offensiva verso Baghdad-Bassora dal Caucaso (gran parte del quale era già sotto occupazione tedesca dopo a seguito dell'operazione Blu) in supporto dei nazionalisti arabi in rivolta, e operazioni in Afghanistan e in Iran diretta contro l'India britannica. Hitler non pensava a una colonizzazione tedesca della regione, e riteneva che fosse stato molto più facile che fossero gli Italiani a controllare almeno il Levante. Gli Ebrei del Medio Oriente dovevano essere uccisi, come Hitler promise al Gran Mufti di Gerusalemme nel novembre 1941.
Hitler volle rafforzare i suoi legami con la Turchia, alleato di lungo corso della Germania, per via della sua posizione strategica ai confini di Europa, Asia e Africa e della sua lunga storia come stato ostile e nemico dell'Impero russo e della seguente Unione Sovietica. Per assicurarli che la Germania intendeva operare con loro con basi a lungo raggio, ai Turchi venne garantito uno Stato egualitario nel Nuovo Ordine dominato dai Tedeschi, e furono loro promessi alcuni territori che avrebbero potuto desiderare per ragioni di sicurezza. Una rettifica delle frontiere turche a spese della Grecia, la creazione di stati cuscinetto nel Caucaso sotto influenza turca, una rettifica della frontiera con la Siria (ferrovia di Baghdad e lo Stato di Aleppo) con l'Iraq (la regione di Mosul), così come una soluzione alla "questione Egea" per provvedere alla Turchia un'adeguata protezione contro le usurpazioni dell'Italia nel Dodecaneso italiano. Il Mar Nero (che Hitler denigrava come "un mero stagno per rane") sarebbe stato inoltre concesso alla Turchia come parte della sua sfera di influenza, e per questo motivo negò la necessità di una flotta tedesca di stanza nella regione per rimpiazzare la Flotta sovietica del Mar Nero. La Crimea (indicativamente soprannominata Gotenland dai nazisti) sarebbe stata ciononostante fortificata per assicurare un permanente possesso tedesco della penisola, e il Mar Nero sfruttato come una "illimitata" fonte di pesce.
L'Iran occupato dagli Alleati sarebbe dovuto passare dalla parte dell'Asse, eventualmente per mezzo di una rivolta. La possibilità di un Iran come bastione antisovietico fu considerato sin dagli anni trenta, e coincise con la dichiarazione da parte di Hitler dell'Iran come uno "stato ariano" (il nome Iran significa letteralmente "terra degli ariani" -ovvero degli indoari- in persiano). Il cambiamento del nome da Persia in Iran nel 1935 venne eseguito dallo Scià su suggerimento dell'ambasciatore tedesco in Iran come segno di "solidarietà ariana". Alla vigilia della seconda guerra mondiale la Germania era già il principale partner commerciale dell'Iran, seguita dall'URSS, Regno Unito e Stati Uniti.
Durante le manovre diplomatiche pre-belliche, l'Ufficio Affari Esteri del partito nazionalsocialista prese un interesse speciale per l'Afghanistan, nella convinzione che l'impero tedesco non fosse riuscito a sfruttare il paese diplomaticamente durante la prima guerra mondiale nonostante la spedizione Niedermayer-Hentig. L'obiettivo era di assicurarsi che il paese fosse rimasto neutrale durante un possibile conflitto anglo-tedesco, e anche di usarlo militarmente contro l'India britannica e/o l'Unione Sovietica. Nonostante le buone relazioni tra l'Ufficio Esteri del NSDAP e il governo afghano, il Ministero degli Esteri sotto Ribbentrop favorì il rovesciamento di quel governo e la restaurazione del sovrano Amānullāh Khān, che viveva in esilio sin dal 1929. Hitler alla fine andò a supportare l'ufficio di Rosenberg su questo tema. Dopo l'armistizio franco-tedesco del 1940, il governo di Kabul provò a chiedere a Berlino sui piani tedeschi concernenti il futuro dell'Afghanistan. Di speciale interesse erano i confini del dopoguerra - il governo afghano sperava di vedere la "liberazione" di 15 milioni di pashtun che vivevano nell'India britannica, e la messa in sicurezza del confine settentrionale afghano in modo tale che l'espansione verso l'Oceano Indiano diventasse possibile (vedi Pashtunistan). Dopo l'inizio dei colloqui sull'Asse Tedesco-Sovietico di ottobre-novembre (e la possibile espansione della sfera di influenza sovietica nell'Asia meridionale e in India era sul tavolo), Berlino fu riluttante a dare alcuna offerta vincolante a Kabul.
L'Arabia Saudita di Ibn Saud veniva vista come un naturale alleato, e le si sarebbero concessi territori nell'Arabia sud-occidentale e la Transgiordania. Inoltre venne discussa la creazione nel dopoguerra di una Grande Unione Araba satellite.
Sebbene inizialmente intendesse concedere all'Italia il controllo della regione, dopo che il paese defezionò nel campo Alleato nel 1943 Hitler cominciò a considerare sempre più i paesi islamici e i movimenti panarabi come gli alleati naturali della Germania nazionalsocialista, in opposizione ai "traditori" Italiani. Il 17 febbraio 1945 in particolare spiegò ai suoi collaboratori il suo rammarico per come la precedente alleanza della Germania con il suo vicino meridionale le avesse impedito di procedere con una politica più rivoluzionaria nei confronti del mondo arabo, cosa che gli avrebbe inoltre permesso di uscire dalla sfera d'influenza britannica e francese nella regione:
In questo teatro di operazioni, dunque, gli italiani ci impedirono di giocare la nostra carta migliore, la emancipazione dei sudditi francesi e l'incitamento alla rivolta nei paesi oppressi dagli inglesi. Tale politica avrebbe destato l'entusiasmo di tutto l'Islam. È tipico del mondo musulmano, dalle sponde dell'Atlantico a quelle del Pacifico, che quanto influisce su un paese, per il bene o per il male, influisce su tutti.»
(Adolf Hitler, Il testamento di Adolf Hitler,17 febbraio 1945)

#### L'India

Bandiera della Legione SS India libera.

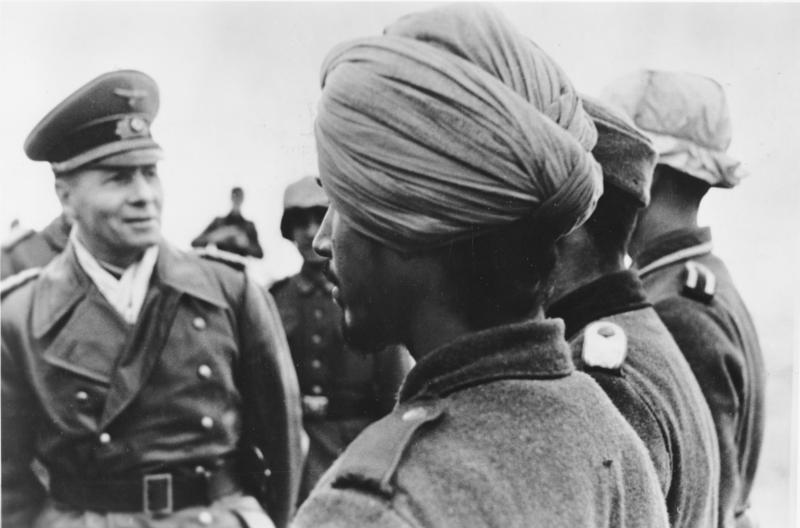
Il Feldmaresciallo Rommel ispeziona i legionari della Indische Legion nella Francia occupata, febbraio 1944.

Hitler provava idee denigratorie nei confronti dell'India. Egli considerava il dominio coloniale britannico del subcontinente come esemplare e desiderava che il dominio tedesco nell'Europa dell'Est occupata assomigliasse ad esso. Hitler aveva una bassa considerazione del movimento indipendentista indiano, e dichiarò che i combattenti per la libertà appartenevano a una razza inferiore di "giocolieri asiatici". Già nel 1930 si parlava del movimento di liberazione indiano come la ribellione della "razza inferiore indiana contro la razza superiore nordica inglese", e che gli inglesi erano liberi di trattare come volevano gli attivisti indiani sovversivi. Nel 1937, prima che esplodessero le ostilità con la Gran Bretagna, offrì un consiglio disinteressato al ministro degli esteri britannico Lord Halifax sul modo migliore per trattare il movimento indipendentista indiano: «Fucilate Gandhi per primo e se non basta fucilate una dozzina di leader del suo partito del Congresso. Se ancora non basta fucilatene duecento. E andate avanti così, finché l'ordine sarà ristabilito». L'ideologo nazista Alfred Rosenberg affermò che sebbene la cultura vedica fosse in origine ariana, ogni sangue nordico era andato perduto da molto tempo a causa della miscelazione razziale. Come Hitler, considerava il dominio britannico in India come desiderabile.
Durante i primi anni della guerra in Europa, Hitler, così come cercò di raggiungere un accordo con la Gran Bretagna, maturò anche l'idea che l'India avrebbe dovuto rimanere sotto il controllo britannico dopo la guerra, visto che nella sua mente l'unica alternativa sarebbe stata l'occupazione sovietica del subcontinente. La Gran Bretagna respinse le offerte di pace tedesche, Hitler ordinò il 17 febbraio 1941 di preparare uno studio militare per una post-operazione Barbarossa in Afghanistan contro l'India. L'obiettivo di questa operazione non era tanto quello di conquistare il subcontinente, ma di minacciare le posizioni militari britanniche lì presenti per forzare la Gran Bretagna ad accettare le trattative. Una settimana dopo l'operazione in Afghanistan fu l'oggetto di una discussione tra il Capo dello Stato Maggiore dell'esercito Franz Halder, l'Oberbefehlshaber des Heeres Walter von Brauchitsch e il capo della Operationsabteilung OKH Adolf Heusinger. In una valutazione prodotta in data 7 aprile 1941, Halder stimò che l'operazione avrebbe richiesto 17 divisioni e un reggimento separato.
Il rivoluzionario indiano Subhas Chandra Bose fuggì dall'India il 17 gennaio 1941 e arrivò a Berlino via Mosca. Lì propose l'organizzazione di un governo indiano in esilio ed esortò l'Asse a dichiarare il loro sostegno alla causa indiana. Egli riuscì ad ottenere tali promesse dal Giappone dopo la caduta di Singapore e poi anche dall'Italia, ma i tedeschi rifiutarono. A Bose fu concesso un colloquio con Mussolini, ma Hitler si rifiutò di vederlo, anche se, poi gli permise l'accesso a Joachim von Ribbentrop dopo molte difficoltà. Il ministro degli Esteri tedesco era scettico di tali sforzi, visto che l'obiettivo tedesco era quello di utilizzare Bose per la propaganda e l'attività sovversiva, soprattutto dopo il modello del colpo di Stato pro-Asse in Iraq del 1941. Queste misure di propaganda includevano trasmissioni radio anti-Raj e il reclutamento di prigionieri di guerra indiani per la "Legione India Libera". Bose finalmente incontrò Hitler il 29 maggio 1942. Nel corso della discussione, che in gran parte fu costituita da un monologo di Hitler a Bose, il Fuhrer espresse il suo scetticismo sulla prontezza dell'India per una ribellione contro il Raj, e le sue paure di un'occupazione sovietica dell'India. Egli affermò che se la Germania avesse dovuto fare qualcosa per l'India avrebbe dovuto prima conquistare la Russia, dato che la strada per l'India avrebbe potuto essere realizzata solo attraverso quel Paese, anche se promise di sostenere finanziariamente Bose e aiutarlo a trasferirsi in Estremo Oriente. Bose poi descrisse l'incontro affermando che era impossibile coinvolgere Hitler in seria discussione politica.
Il 18 gennaio 1942, fu deciso che il subcontinente indiano avrebbe dovuto essere diviso tra le potenze dell'Asse. La Germania avrebbe ottenuto la parte dell'India britannica che oggi è approssimativamente il Pakistan, mentre il resto fu assegnato al Giappone.

### L'Africa

Mappa approssimativa della Mittelafrika: in blu scuro sono indicate le colonie tedesche in Africa fino alla prima guerra mondiale e in blu i territori da conquistare. Le colonie portoghesi, altre possibili annessioni, sono indicate in blu chiaro.

La concezione geopolitica di Hitler sull'Africa occupò sempre una posizione secondaria rispetto alle questioni europee, in base al pensiero secondo cui "Una politica coloniale ha senso solo se prima controlli il continente". I suoi stessi annunci pubblici prima della scoppio della guerra, in cui reclamava la restituzione delle ex-colonie tedesche, avevano lo scopo principale di fungere da merce di scambio per promuovere obiettivi territoriali nella stessa Europa. Questa zona era comunque destinata a scendere anch'essa sotto il controllo tedesco in un modo o nell'altro, dopo aver prima ottenuto la supremazia nel proprio continente.
Le intenzioni generali di Hitler per la futura organizzazione dell'Africa prevedevano la divisione del continente in parti fondamentali. La parte settentrionale e orientale doveva essere assegnata all'alleato italiano, mentre la parte centrale sarebbe caduta sotto il controllo tedesco. Il rimanente settore meridionale sarebbe stato controllato da uno Stato Afrikaner filonazista costruito su base razziale. D'altronde, dal 1932 fino alla proibizione nel 1934, esistette un comitato nazionale della NSDAP/AO nell'Unione del Sudafrica, che godette di grande popolarità e gestì numerosi uffici nell'ex Africa Tedesca del Sud-Ovest, (l'attuale Namibia).
All'inizio del 1940 il Ministro degli Esteri Joachim von Ribbentrop si mise in contatto con i leader sudafricani ritenuti simpatizzanti della causa nazionalsocialista, informandoli che la Germania era intenzionata a reclamare la sua precedente colonia dell'Africa del Sud-Ovest, divenuta poi un mandato dell'Unione Sudafricana. Il Sudafrica sarebbe stato compensato con le acquisizioni territoriali dei protettorati britannici dello Swaziland, del Basutoland e del Bechuanaland e della colonia della Rhodesia Meridionale. Sulla divisione delle colonie francesi tra Spagna ed Italia, Hitler preferì non pronunciarsi durante la guerra per non perdere l'appoggio della Francia di Vichy.
Nel 1940 lo stato maggiore della Kriegsmarine elaborò un piano molto più dettagliato, corredato da una mappa che mostra una proposta di impero coloniale tedesco delineato in blu (il colore tradizionale utilizzata nella cartografia tedesca per indicare la Sfera d'influenza tedesca, in contrasto con il rosso o rosa che rappresentava l'Impero britannico) in Africa sub-sahariana, che si estendeva dall'Oceano Atlantico all'Oceano Indiano. Tale progetto sarebbe stato il raggiungimento dell'agognato obiettivo tedesco della Mittelafrika, e forse sarebbe stato persino più ambizioso. Inoltre, sarebbe anche servito per fornire una base dalla quale la Germania avrebbe raggiunto una posizione preminente nel continente africano, così come la conquista dell'Europa orientale avrebbe fatto ottenere uno status analogo su tutto il continente europeo.
A differenza dei territori che sarebbero stati acquistati in Europa (in particolare nella Russia europea), per queste aree non si era però previsto un ampio insediamento della popolazione tedesca. La creazione di un vasto impero coloniale doveva servire principalmente a fini economici, in quanto avrebbe fornito alla Germania la maggior parte delle risorse naturali che non sarebbe stata in grado di trovare nei suoi possedimenti continentali, così come un supplemento di manodopera quasi illimitata. La politica razziale della Germania nazista sarebbe comunque stata applicata rigorosamente, con la segregazione di bianchi e neri e la punizione dei rapporti interrazziali, per mantenere la purezza della razza ariana.
L'Impero Coloniale in Africa sarebbe stato costituito da tutte le colonie tedesche perse dopo la prima guerra mondiale, oltre ad alcuni dei possedimenti africani di Francia, Belgio e Inghilterra: il Congo francese e il Congo belga, la Rhodesia Settentrionale e la Rhodesia Meridionale (la Rhodesia Meridionale sarebbe forse stata ceduta al Sudafrica), il Nyasaland, il Kenya meridionale con Nairobi (il Kenya settentrionale andato all'Italia), l'Uganda, il Gabon, l'Ubangui-Chari, la Nigeria, il Dahomey, la Costa d'Oro britannica, Zanzibar, quasi tutto il Niger e il Ciad, e anche  basi navali di Dakar e Bathurst.
Una seconda parte del piano comportava la costruzione di un'enorme serie di basi navali e aeree fortificate per le future operazioni contro l'emisfero occidentale attraversa gran parte della costa atlantica dell'Europa e dell'Africa da Trondheim in Norvegia fino al Congo belga, come così come molte isole come Capo Verde e le Azzorre. Un'iniziativa meno estesa, ma simile, era destinata alla costa orientale dell'Africa.

### L'America

#### Il Nord America
Prima di completare l'attesa conquista tedesca dell'Europa, la classe dirigente nazista sperava di tenere gli Stati Uniti fuori dal conflitto militare che era allora crescente in Europa. In un'intervista condotta da John Cudahy per Life Magazine, nella primavera del 1941, Hitler dichiarò che un'invasione tedesca dell'emisfero occidentale era assurda come un'invasione della Luna, ed era una bugia promossa dalle grandi imprese americane nella speranza di guadagnare grandi profitti dalla guerra.
I movimenti filo-nazisti americani come il Friends of the New Germany ed il German-American Bund non svolsero alcun ruolo nei piani di Hitler per il paese, e non ricevettero alcun supporto finanziario o verbale dalla Germania dopo il 1935. Ad ogni modo, esse, insieme a certi gruppi di avvocati dei nativi americani, come la filofascista American Indian Federation, sarebbero state usate per minare l'amministrazione Roosevelt dall'interno per mezzo della propaganda. La propaganda nazista si spinse fino a dichiarare che la Germania avrebbe restituito agli Indiani le terre espropriate, mentre Goebbels predisse che essi provavano poca lealtà nei confronti dell'America e avrebbero preferito ribellarsi piuttosto che combattere contro la Germania. I nazisti consideravano i Sioux, e per estensione tutti i nativi americani, Ariani onorari (in tedesco Ehrenarier) in quanto come gli ariani nordici anche loro erano originari di Atlantide (gli ariani erano la quinta "razza radicale" -Root race- secondo la teosofia) e usavano la svastica, una teoria che venne seguita nel ritratto favorevole ai nativi americani nei western tedeschi degli anni trenta come Der Kaiser von Kalifornien. Da ragazzo, Hitler fu un lettore entusiasta dei western di Karl May e disse ad Albert Speer che tornava ancora a loro per un'ispirazione nei momenti di difficoltà; i western di Karl May erano orientati molto favorevolmente agli Indiani d'America.
Hitler in verità considerava la società americana con disprezzo, affermando che gli Stati Uniti (cui si riferiva costantemente come "Unione americana") erano "metà giudaizzati, e per l'altra metà negrizzati" e che se c'erano persone decenti in America erano tutte di origine tedesca. Rosenberg riferì sdegnato che a Chicago una «grande cattedrale cattolica appartiene ai negri» e che c'era un «vescovo nero» che vi celebrava la messa: era l'«allevamento di fenomeni bastardi»; a sua volta, Hitler sentenziava e denunciava che «sangue ebraico» scorreva nelle vene di Franklin Delano Roosevelt, la cui moglie aveva comunque un «aspetto negroide».
Già nel 1928 aveva affermato che la Germania nazionalsocialista doveva prepararsi per la lotta finale contro gli Stati Uniti per l'egemonia. Nella seconda metà del 1941, quando la vittoria dell'Asse contro l'URSS e la Gran Bretagna sembrava ormai certa, Hitler iniziò a progettare un enorme ampliamento della Kriegsmarine, proiettata fino ad includere 25 corazzate, 8 portaerei, 50 incrociatori, 400 sottomarini e 150 cacciatorpediniere, superando di gran lunga l'espansione navale che era già stata decisa nel 1939 con il Piano Z. Lo storico Gerhard L. Weinberg ha dichiarato che questa super-flotta era destinata contro l'emisfero occidentale. Hitler considerò anche l'occupazione delle portoghesi Azzorre, Capo Verde e Madera e le isole spagnole delle Canarie per negare agli inglesi una basi per le azioni militari contro l'Europa controllata dai nazisti, e anche per acquisire le basi navali atlantiche per operazioni contro il Nord America. Hitler desiderava utilizzare le isole per "dispiegare bombardieri a lungo raggio contro le città americane dalle Azzorre". Nel luglio del 1941, Hitler si avvicinò all'ambasciatore giapponese Ōshima con l'offerta di condurre una lotta comune contro gli Stati Uniti. In questa battaglia finale per il dominio del mondo, Hitler aspettava una sconfitta dell'impero britannico per supportare, eventualmente, le forze dell'Asse con la sua potente flotta. Egli ha affermato che «l'Inghilterra e l'America un giorno avranno una guerra tra di loro, che sarà condotta con il più grande odio che si possa immaginare. Uno dei due paesi dovrà sparire.» e «Io non sarò più lì a vederlo, ma mi rallegro per conto del popolo tedesco, l'idea che un giorno vedremo l'Inghilterra e la Germania marciare insieme contro l'America».
La conquista fisica degli Stati Uniti era, tuttavia, improbabile e la disposizione futura dei territori americani rimase nuvolosa nella mente di Hitler. Egli percepiva la battaglia attesa con tale paese come, almeno sotto il suo governo, una sorta di "battaglia dei continenti" con un Vecchio Mondo dominato dai nazisti in lotta per il dominio globale contro il Nuovo Mondo, in cui la Germania avrebbe ottenuto il comando del mondo, piuttosto che stabilire un controllo diretto su di esso. Ulteriori decisioni su tutta la linea sarebbero state lasciate alle future generazioni di governanti tedeschi.
Il Canada era ben poco presente nelle concezioni naziste del mondo post-bellico. Poiché gli obiettivi politici di Hitler erano principalmente focalizzati sull'Europa orientale, prima e durante la guerra considerò gli Stati Uniti come un fattore trascurabile nella politica nel mondo, mentre il Canada lo interessava ancora meno. Egli raggruppò politicamente il paese insieme agli Stati Uniti, in Nord America dominato dagli americani, e lo considerò altrettanto "materialista, razzialmente imbastardito, e decadente", come il suo vicino meridionale. Nel 1942, quando espresse il suo timore di un imminente collasso dell'impero britannico, che preferiva rimanesse intatto, Hitler credeva che gli Stati Uniti avrebbero conquistato e annesso il Canada alla prima occasione, e che i canadesi avrebbero velocemente accettato una tale mossa.
Questa mancanza di direzione politica dall'alto fece sì che i politici nazisti interessati di rappresentare gli interessi della Germania e le relazioni con il Canada dovettero ricorrere ad una linea improvvisata della politica che essi credevano fosse in accordo con i desideri di Hitler. Il paese era noto per la sua abbondanza di risorse naturali, e a causa della sua grande dimensione geografica accoppiata con una bassa densità di popolazione venne definito come "un paese senza popolo", a differenza della Germania, che veniva considerata "un popolo senza spazio" (Volk ohne Raum). Nel suo diario di viaggio del 1934 in Canada, Zwischen USA und dem Pol ("Tra gli Stati Uniti e il Polo Nord"), il giornalista tedesco Colin Ross descrisse la società canadese come artificiale, perché era composta di molte parti diverse che non erano legate insieme da sangue o da una lunga tradizione (mettendo in evidenza in particolar modo le differenze tra i canadesi di origine francese e inglese), e che per questo motivo non si poteva parlare di una nazione canadese o Volk (popolo). Di conseguenza il sistema politico del paese era considerato meccanico e non biologico, e Ottawa non costituiva "il cuore della nazione". A causa di questi due fattori i canadesi vennero considerati incapaci di comprendere la "vera cultura", e l'immigrazione tedesca in Canada venne considerata un errore, perché gli emigranti sarebbero stati costretti a vivere in una "civiltà vuota".

#### Il Sud America

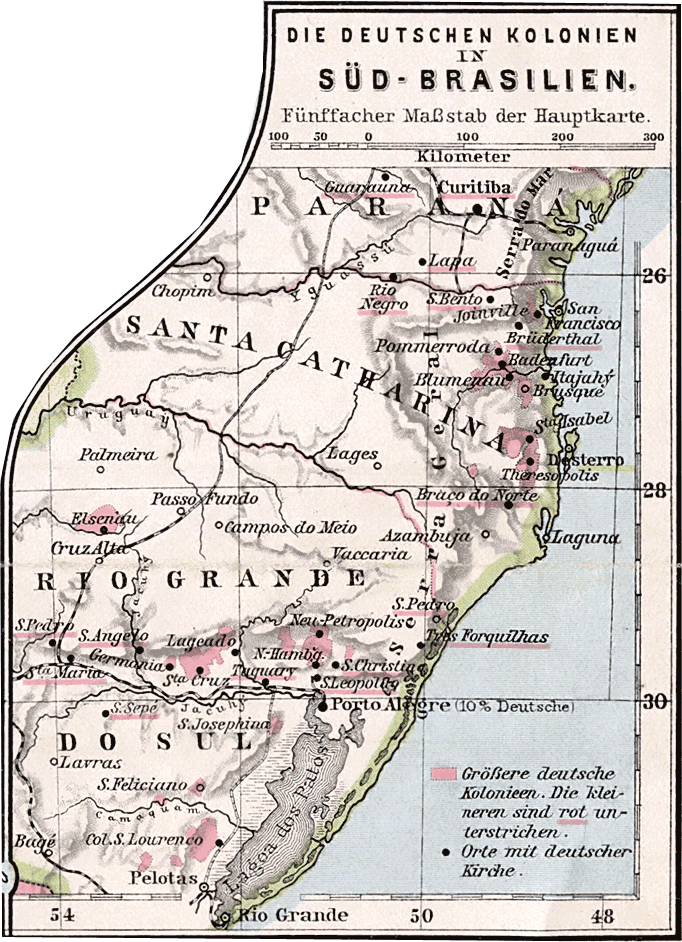
Colonie tedesche nel Brasile meridionale nel 1905.

Tra gli obiettivi della Germania nazista c'era anche la dominazione economica del Sud America a est delle Ande. Né Hitler né alcun altro importante leader nazista mostrò mai molto interesse verso l'America Latina, se non come esempio di avvertimento di "mescolanza razziale". Tuttavia, la NSDAP/AO fu attiva in diversi paesi dell'America latina (in particolare tra i brasiliani di origine tedesca), e le relazioni commerciali tra la Germania e i paesi del Sud America vennero visti come di grande importanza. Negli anni 1933-1941, l'obiettivo nazista in Sud America fu quello di ottenere l'egemonia economica espandendo il proprio commercio a spese delle potenze occidentali. Hitler credeva anche che l'Europa dominata dalla Germania avrebbe rimpiazzato gli Stati Uniti come principale partner commerciale del continente. Le speranze naziste a lungo termine per la penetrazione politica della regione vennero collocate sui movimenti fascisti locali, come ad esempio gli Integralisti in Brasile e i Peronisti in Argentina, in combinazione con l'attivazione politica delle comunità di immigrati tedeschi. Hitler sperò anche di vedere gli immigrati tedeschi "ritornare" dall'emisfero occidentale per colonizzare l'Est conquistato. Pur essendo i Tedeschi del Sud America di tanto in tanto sospettati di adottare un "atteggiamento latino verso la vita", i leader nazisti credevano che la loro esperienza di lavoro nelle aree sottosviluppate li rendessero ideali per colonizzare i territori orientali annessi.
Hitler ipotizzò anche di avviare in Argentina (un Paese che aveva una forte presenza di origine tedesca) un massiccio insediamento di coloni tedeschi.

### L'Antartide

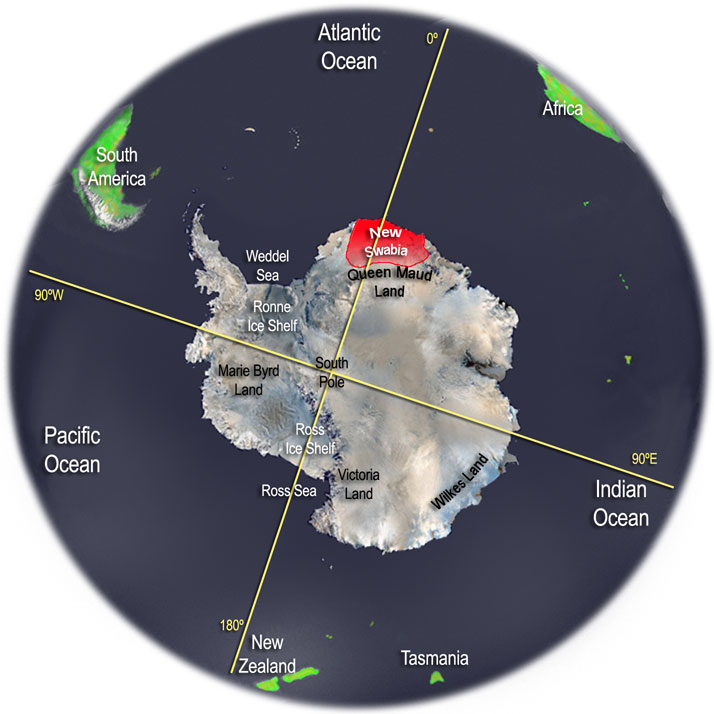
Mappa della Nuova Svevia.

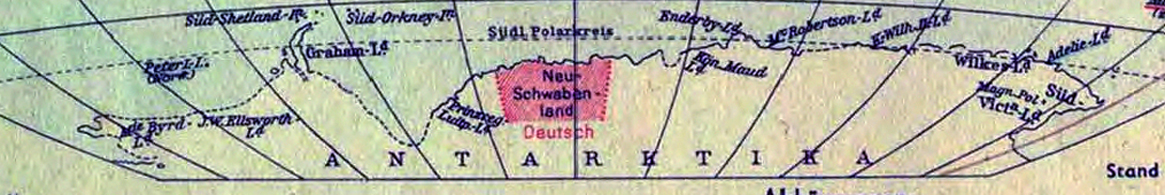
Carta tedesca dell' Antartide, nel 1941.

La Nuova Svevia (Neuschwabenland in tedesco), una zona dell'Antartide con una superficie di 600.000 km² compresa tra le longitudini 20° E e 10° O (situata nella Terra della regina Maud, rivendicata dalla Norvegia), fu rivendicata dalla Germania nazista dal 19 gennaio 1939 all'8 maggio 1945.
Come altri paesi, la Germania inviò diverse spedizioni in Antartide a fine '800.
- La prima spedizione fu guidata dal professore di geologia Erich Dagobert von Drygalski nel 1901. La spedizione composta da 27 uomini durò più di due anni, la loro nave Gauß, rimase bloccata per più di 14 mesi nella banchisa. Agli studiosi, geografi, è dovuta la scoperta della Terra di Guglielmo II.
- La seconda spedizione ufficiale (1911-1912) fu guidata da Wilhelm Filchner. Fece studi per scoprire se l'Antartide era costituito da un'unica terra. Con la sua nave, la Deutschland, penetrò nel mare di Weddell, allora inesplorato.
- La terza spedizione (1938-1939), guidata da Alfred Ritscher, fu organizzata col principale obiettivo di creare una zona per la caccia alle balene. All'epoca l'olio di balena era la principale materia prima per la fabbricazione della margarina e del sapone e la Germania comprando 200 000 t/an dai norvegesi era il secondo importatore mondiale.

Il 17 dicembre 1938 partì da Amburgo la nave Schwabenland, con 57 persone a bordo (33 membri della spedizione e 24 dell'equipaggio della Schwabenland). Nel gennaio 1939 la nave arrivò presso la costa dell'Antartide (4° 15´ O 69° 10´ S) e avvistò la terraferma. Le settimane seguenti i due idrovolanti Dornier Do J della nave, il Passat e il Boreas, effettuarono una quindicina di voli realizzando più di 11.000 fotografie aeree. L'equipaggio installò una base temporanea e fece sventolare tre bandiere naziste. Nel mese di febbraio la nave ripartì per la Germania. Dal nome della nave Schwabenland (Svevia) prese in seguito nome il territorio esplorato (Nuova Svevia, appunto).
Furono pianificate altre due spedizioni per le estati del 1939-1940 e del 1940-1941, ma furono annullate a causa dell'inizio della seconda guerra mondiale. La seconda spedizione avrebbe dovuto studiare la fattibilità della costruzione di una base navale, che probabilmente avrebbe dovuto servire per controllare una parte dell'Oceano Indiano e del Canale di Drake, tra gli oceani Atlantico e Pacifico.

#### Base 211
La leggenda vuole che la spedizione tedesca in Nuova Svevia fosse stata organizzata dalle forze armate per scopi prettamente militari e di sviluppo delle armi. Secondo alcune fonti di tipo complottista, infatti, sotto il ghiaccio sarebbe nascosta la leggendaria Base 211, ove i tedeschi avrebbero tentato di costruire ipotetiche nuove armi e veicoli come il Vril; altre teorie, anch'esse prive di qualunque validità oggettiva, immaginano invece che questa base sarebbe stata il rifugio segreto di Adolf Hitler, dove egli stesso avrebbe fondato le basi per la costruzione di un futuro Quarto Reich, per poi ripartire alla conquista del mondo.
Nessun paese riconobbe le rivendicazioni tedesche, essendo tra l'altro il Terzo Reich fuori dalla Società delle Nazioni, e il Trattato Antartico del 1959 sospese tutte le rivendicazioni territoriali. Oggi la base tedesca Neumayer è situata sulla banchisa in prossimità di questa zona. Il nome Neuschwabenland (qualche volta chiamata "New Schwabenland" o "New Swabia") è tuttora usato in alcune mappe.

## La seconda guerra mondiale
Con la firma del Patto Tripartito (27 settembre 1940) la Germania nazista, l'Italia fascista e l'Impero giapponese si impegnarono di fatto nella costituzione del Nuovo Ordine rispettivamente nell'Europa continentale (costituzione della Grande Germania o Großdeutschland), nel Mediterraneo (Grande Italia) e nell'Asia orientale (Grande Asia). Il Patto si ispirava infatti al concetto che i popoli "giovani e proletari" (tedeschi, italiani, giapponesi) avessero la missione di strappare il dominio del mondo ai popoli "ricchi e decadenti" (inglesi e statunitensi in primis).
Tra la fine del 1941 e fino alla metà del 1942 la situazione militare era complessivamente favorevole alle Potenze dell'Asse su tutti i principali fronti di guerra: su quello del Pacifico; dell'Atlantico, dove in questi mesi si intensificava l'attività dei sommergibili tedeschi U-Boot ai danni del naviglio mercantile degli Alleati; sul fronte orientale, dove ancora non era sostanzialmente scattata la controffensiva sovietica; ed anche nella Campagna del Nord Africa, dove nel gennaio 1942 un ennesimo rovesciamento di fronte aveva portato le truppe italo-tedesche a rioccupare l'intera Cirenaica ed a stringere di nuovo d'assedio il porto di Tobruch. Fu anche questo il periodo in cui la relativa stasi nei combattimenti lasciò emergere con più nettezza gli aspetti ideologici della guerra.
Dopo l'8 settembre 1943 l'Italia, sebbene si fosse creata la Repubblica Sociale Italiana (RSI) alleata alle Potenze dell'Asse, scendeva, da una posizione di preminenza, al livello delle potenze secondarie del Patto Tripartito (Romania, Bulgaria, Ungheria, ecc).

### La colonizzazione dell'Europa

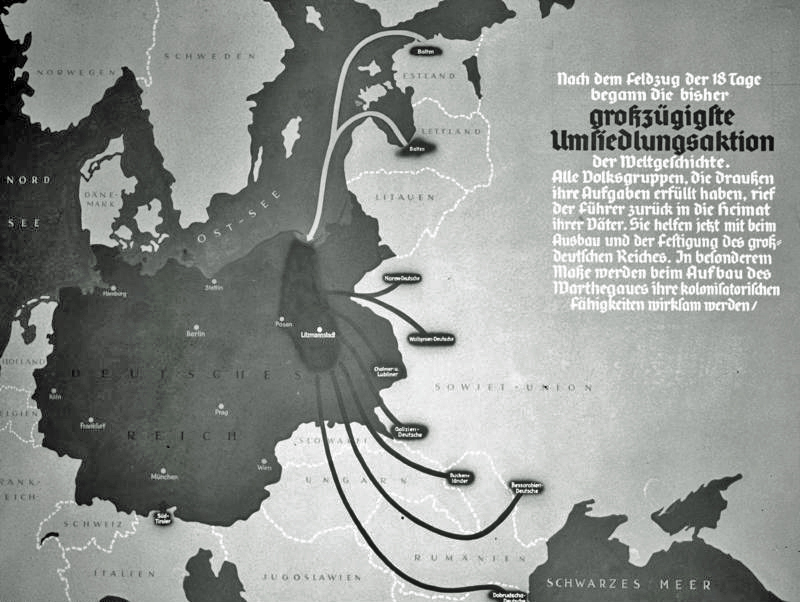
Mappa propagandistica che mostra i piani tedeschi di ri-colonizzazione del Reichsgau Wartheland.

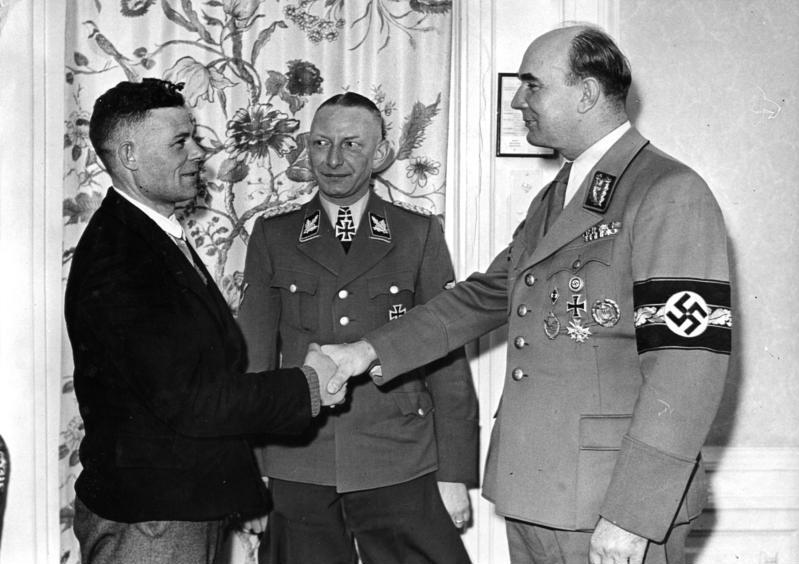
Il Gauleiter Greiser saluta il milionesimo tedesco del Reichsgau Wartheland, 1944.

Nel 1942, l'impero di Hitler comprendeva gran parte dell'Europa, ma parte dei territori annessi aveva problemi di sottopopolamento in relazione ai desideri del Reich stesso che, dopo aver acquisito il suo Lebensraum, aveva bisogno di popolare queste terre secondo il Generalplan Ost. Il tutto doveva essere realizzato prima della fine della guerra con un "riordino delle relazioni etnografiche".
Il primo passo di questo progetto venne intrapreso da Hitler già il 7 ottobre 1939, quando Himmler fu nominato commissario del Reich per il consolidamento della Germandom (Reichskommissar für die Festigung deutschen Volkstums) (RKFDV). Questa posizione autorizzò Heinrich Himmler a rimpatriare i cittadini di origine tedesca (Volksdeutscher) residenti nella Polonia occupata, ruolo che gli venne poi esteso su tutti gli altri territori occupati da germanizzare. Per far posto ai coloni tedeschi, centinaia di migliaia di polacchi, francesi e sloveni che vivevano in queste terre vennero trasferiti oltre frontiera. La maggior parte dei Volksdeutscher di Himmler vennero acquisiti dalla sfera di interesse sovietica, con gli scambi di popolazioni tra Germania nazista e URSS.
Alla fine del 1942 un totale di 629.000 Volksdeutscher erano stati nuovamente insediati, ed erano in corso i preparativi per il trasferimento di altri 393.000, con l'obiettivo a lungo termine del reinsediamento di altri 5,4 milioni di Volksdeutscher, soprattutto dalla Transilvania, Banato, Francia, Ungheria e Romania.
| Territorio di origine                     | Totale    | Re-insediati nei territori orientali annessi             |
| ----------------------------------------- | --------- | -------------------------------------------------------- |
| Estonia e Lettonia                        | 76.895    | 57.249                                                   |
| Lituania                                  | 51.076    | 30.315                                                   |
| Volhynia, Galizia, Narew                  | 136.958   | 109.482                                                  |
| Governatorati generali dell'est           | 32.960    | 25.956                                                   |
| Bessarabia                                | 93.342    | 89.201                                                   |
| Bucovina settentrionale                   | 43.670    | 24.203                                                   |
| Bucovina meridionale                      | 52.149    | 40.804                                                   |
| Dobrugia                                  | 15.454    | 11.812                                                   |
| Romania                                   | 10.115    | 1.129                                                    |
| Gottschee e Lubiana                       | 15.008    | 13.143                                                   |
| Bulgaria                                  | 1.945     | 226                                                      |
| Serbia (escluso il banato settentrionale) | 2.900     | 350                                                      |
| Russia                                    | 350.000   | 177.146                                                  |
| Grecia                                    | 250       |                                                          |
| Bosnia                                    | 18.437    | 3.698                                                    |
| Slovacchia                                | 98        |                                                          |
| Sud Tirolo                                | 88.630    | Reich, Protettorato, Lussemburgo: 68.162                 |
| Francia                                   | 19.226    | Alsazia, Lorena, Lussemburgo, Reich, Protettorato: 9.572 |
| Totale                                    | 1.009.113 | 662.448                                                  |

### Sfruttamento dei territori annessi

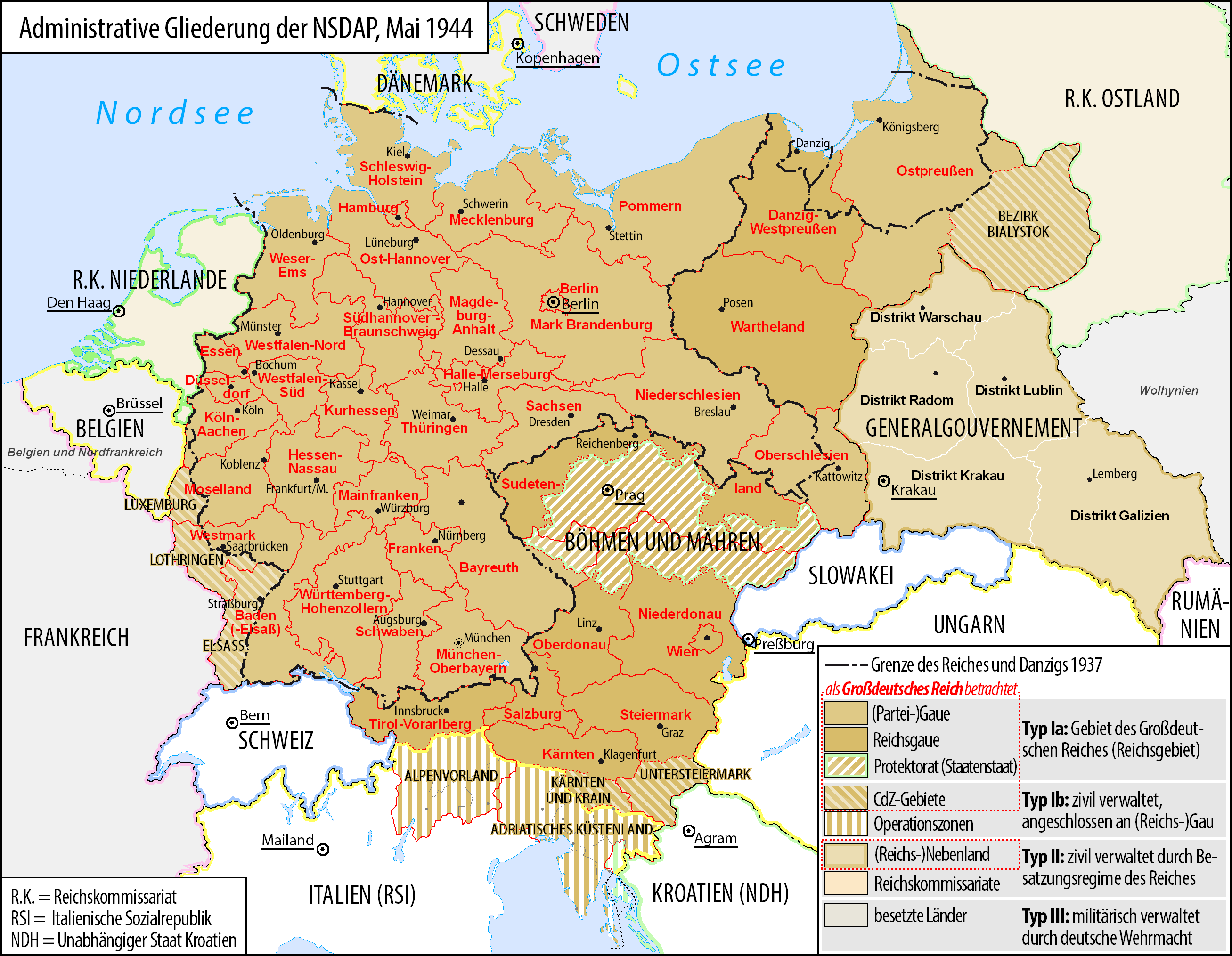
Il Grossdeutsche Reich ("Grande Reich Tedesco") nel 1944.

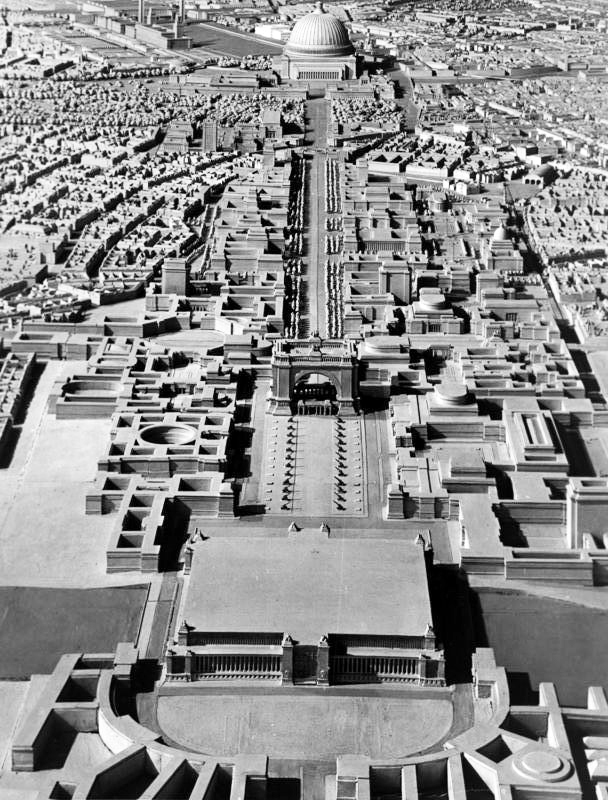
Un modello del piano di Hitler per Welthauptstadt Germania, la nuova Berlino, formulato da Albert Speer. La Volkshalle è visibile in alto.

Nei territori occupati dai nazisti tra il 1939 ed il 1945 avvenne la prima esperienza pratica del Nuovo Ordine Europeo: a livello economico ovunque fu applicato il modello "di rapina", precedentemente realizzato dai sovietici, pur senza toccare gli stessi vertici di brutalità e di terrore. Tutte le principali risorse e attività produttive furono drenate verso la Germania, con operazioni commerciali realizzate attraverso un sistema di clearing controllato dai Tedeschi ed i corsi dei cambi stabilizzati in riferimento al marco come moneta dominante. Nel corso della guerra furono così prelevati in totale 125 miliardi di marchi, ai quali bisogna aggiungere le materie prime, i rifornimenti alimentari e la manodopera deportata.

### Trasferimenti coatti di manodopera
Con la generalizzazione estrema delle deportazioni (decreto «Notte e Nebbia» del 7 dicembre 1941) si incrementarono anche i trasferimenti coatti di manodopera in prospettiva bellica: nel 1942 giunsero in Germania ben 5 milioni di lavoratori stranieri, tra i quali solo 1,5 milioni era costituito da prigionieri di guerra, mentre il resto costituiva un vero e proprio "esercito del lavoro servile", importato dall'est (1 milione) e dal resto dell'Europa (2,4 milioni). Nel 1943 arrivarono dal Belgio, dai Paesi Bassi e dalla Francia circa 750.000 lavoratori. Nel settembre 1944 i lavoratori stranieri erano 7,5 milioni (2 milioni di prigionieri di guerra), mentre nel dicembre dello stesso anno salirono a 8,1 milioni. Gli operai qualificati francesi costituivano la parte più pregiata di questo bottino e la Francia, in quanto il più ricco dei Paesi occupati, fu sottoposta a un metodico e sistematico saccheggio.
Si può stimare che i cittadini stranieri (uomini e donne) che lavorarono nel Reich furono circa 13 milioni; di essi più di 8 milioni di lavoratori civili, circa 4 milioni di prigionieri di guerra, e più di 1,5 milioni di detenuti nei campi di concentramento e nei campi di lavoro per ebrei. Per fare un confronto, nel corso della prima guerra mondiale, in cui pur si era fatto un impiego lavorativo massiccio sia dei prigionieri di guerra (russi) che di civili (belgi e polacchi), il loro numero complessivo arrivò a 2 milioni di unità. Imprecisato è poi il numero di persone che lavorarono per il Reich restando nel proprio paese d'origine, ad esempio reclutati dall'Organizzazione Todt, così denominata dal nome del ministro degli Armamenti Fritz Todt, predecessore di Albert Speer.
Ovunque si registrò un massiccio ingresso di partecipazioni di capitali tedeschi nelle industrie locali, in un tentativo di "pianificazione" dall'alto teso a coordinare le direttive per la produzione agricola e industriale sulla base delle esigenze della guerra totale. Si puntava cioè ad arrivare a un sistema integrato, con una sorta di divisione internazionale del lavoro che prevedeva il decentramento di alcune delle produzioni di guerra nei Paesi occupati (Polonia ad esempio), commesse per i beni di consumo per quelli di livello tecnologico più elevato (Francia) e con l'Europa sud-orientale vista come un vasto spazio economico complementare per la Germania, sbocco di mercato per i prodotti della sua espansione industriale.

### Sterminio degli ebrei
A partire dal 1941 gli ebrei furono costretti a portare un distintivo giallo quando si trovavano in pubblico; la maggioranza di essi fu costretta a vivere in ghetti murati, dove rimasero isolati dal resto della popolazione. Nel gennaio 1942 la Conferenza di Wannsee guidata da Reinhard Heydrich (diretto subordinato del capo delle SS Heinrich Himmler), stese i piani per la "Soluzione finale della questione ebraica" (Endlösung der Judenfrage). A partire da allora, e fino alla fine della guerra, vennero sistematicamente uccisi più di sei milioni di ebrei, nonché milioni tra omosessuali, zingari, neri europei, slavi, prigionieri politici e appartenenti ad altre minoranze. Questo genocidio viene chiamato Olocausto in italiano e Shoah in ebraico.

### Il Generalplan Ost
Parallelamente venne ideato il Generalplan Ost ("Piano generale per l'Est"), di cui però non rimane alcun documento, ma soltanto ricostruzioni basate su appunti ed idee astratte. Pare che esso prevedesse due progetti, uno da attuare durante e l'altro dopo la guerra, per la riorganizzazione e la pulizia etnica dei territori slavi che avrebbero dovuto essere annessi. Nel giro di dieci anni il piano prevedeva il genocidio, l'espulsione o la riduzione in schiavitù degli slavi che avrebbero ancora vissuto nei territori del Terzo Reich; mentre 250 milioni di Tedeschi avrebbero invece vissuto nel Lebensraum ("spazio vitale") ingrandito del Tausendjährige Reich ("Reich Millenario").
Stime indicano che, se i nazisti avessero vinto la guerra, avrebbero deportato circa 51 milioni di Slavi dall'Europa centrale e orientale oltre gli Urali.

### Altri aspetti delNuovo Ordine
Altri aspetti del Nuovo Ordine furono: gli esperimenti di assideramento e di inoculazioni di malattie, condotti dai medici nazisti sugli Ebrei e sui prigionieri di guerra; il massacro di interi paesi, come Lidice (presso Praga), Oradour-sur-Glane (in Francia, presso Limoges), Marzabotto (in provincia di Bologna); le atroci rappresaglie in ragione di dieci, cinquanta e persino cento ostaggi fucilati per ogni tedesco ucciso; la riduzione delle giovani prigioniere più avvenenti alla condizione di prostitute alla mercé delle truppe (secondo una pratica adottata anche più sistematicamente dai Giapponesi).

## Nella cultura di massa
Il progetto del Nuovo Ordine è servito da sfondo narrativo per il videogioco di guerra ucronico Wolfenstein: The New Order, in cui il protagonista, l'agente speciale americano William J. Blazkowicz, dopo essere stato in coma per 14 anni, si risveglia nel 1960 in un mondo completamente stravolto e distopico, dove la Germania nazista ha vinto la seconda guerra mondiale e conquistato il mondo intero. Città come Parigi, Londra, Mosca e Washington sono cadute sotto il suo impero. Su Manhattan i tedeschi non si sono fatti scrupolo a sganciare una bomba atomica e hanno persino eseguito un allunaggio nel 1951, in una continua voglia di espansione e tirannia che continua ancora, con una campagna di conquista del continente africano, tramite un ponte che hanno costruito sullo stretto di Gibilterra. 
Alcuni hanno notato come lo Stato ebraico di Israele abbia assassinato in territorio libanese Nasrallah, capo di Hezbollah, il 27 settembre 2024, con l'operazione "Nuovo Ordine", evidenziando una correlazione, anche ideologica, almeno nella pratica, tra le politiche e gli attentati terroristici israeliani con quelli nazisti nella Seconda Guerra Mondiale.